# 밑붙임
밑붙임은 붙임의 한 종류이자 바둑에서 상대방 돌의 바로 밑(아래)에 붙여 착수하는 수법으로, 정석 변화에 빈번하게 쓰인다. 반의어는 위붙임이다.